# 張愷 (成化進士)
張愷（？—？），字符之，号企斋，后更以其所居号曰东洛，南直隶无锡县人，民籍，明朝政治人物。同進士出身。

## 生平
先世居江阴，至其父始徙居无锡。成化十三年（1477年）丁酉科應天府鄉試第五十九名舉人，成化二十年（1484年）己未科三甲八十九名進士，遭父丧守制，服除，授兵部职方司主事，守山海关。任满，改刑部主事，弘治五年（1492年）九月贬职顺德府管马通判，历东平州知州、黎平府知府。又落职家居。以言官荐起，知太原府，未任，转福建都转运盐使司运使，六年十二月被弹劾致仕，卒年八十六。